# Campanya de Birmingham
La campanya de Birmingham, o moviment de Birmingham, va ser un moviment organitzat a principis del 1963 per la South Christian Leadership Conference (SCLC) per atreure l'atenció sobre els esforços d'integració dels afroamericans a Birmingham, Alabama.
Dirigida per Martin Luther King Jr., James Bevel, Fred Shuttlesworth i altres, la campanya d'acció directa no-violenta va culminar en enfrontaments àmpliament divulgats entre joves estudiants negres i autoritats cíviques blanques, i va portar al govern municipal a canviar les lleis de discriminació de la ciutat.
A principis dels anys seixanta, Birmingham era una de les ciutats més racialment dividides als Estats Units, tant per la llei com per la cultura. Els ciutadans negres es van enfrontar a disparitats legals i econòmiques i de retribució quan van intentar cridar l'atenció sobre els seus problemes. Martin Luther King Jr. la va anomenar la ciutat més segregada del país. Les protestes a Birmingham van començar amb un boicot dirigit per Shuttlesworth amb l'objectiu de pressionar els líders empresarials perquè obrissin ocupació a persones de totes les races i acabessin en la segregació en instal·lacions públiques, restaurants, escoles i botigues. Quan els líders locals i empresarials van resistir el boicot, la SCLC va acceptar assistir-hi. L'organitzador Wyatt Tee Walker es va unir a l'activista de Birmingham Shuttlesworth i va començar el que van anomenar Projecte C, una sèrie de segudes i marxes destinades a provocar detencions massives.
Quan la campanya va afectar voluntaris adults, James Bevel, director d'acció directa de la SCLC, va pensar en la idea que els estudiants es convertissin en els principals manifestants de la campanya de Birmingham. A continuació, va formar i dirigir els estudiants de secundària, universitat i primària en no-violència i els va demanar que participessin en les manifestacions fent un passeig pacífic des de l'Església Baptista del carrer 16è fins a l'ajuntament per parlar amb l'alcalde sobre segregació. Això va donar lloc a més de mil detencions i, a mesura que les presons i les zones de detenció quedaven plenes d'estudiants arrestats, el departament de policia de Birmingham, dirigit per Eugene "Bull" Connor, va utilitzar mànegues d'aigua a alta pressió i gossos d'atac de la policia en nens i veïns. No tots els assistents van ser pacífics, malgrat les intencions evocades de la SCLC de realitzar una passejada completament no-violenta, però els estudiants van mantenir la premissa no-violenta. Martin Luther King Jr., la SCLC i altres van rebre crítiques per permetre que els nens participessin i posar-los en perill, tot elogiant l'acció dels nens.
La campanya de Birmingham va ser un model de protesta d'acció directa no-violenta i, a través dels mitjans de comunicació, va cridar l'atenció del món sobre la segregació racial al sud. Va cremar la reputació de King, van expulsar a Connor del seu lloc de treball, van forçar la desegregació a Birmingham i van obrir directament el camí per a la Civil Rights Act (Llei de Drets Civils de 1964) que prohibia la discriminació racial en la contractació de pràctiques i serveis públics a tot els Estats Units.